# Liossaari
Liossaari är en ö i Finland. Den ligger i sjön Haukivesi och i kommunerna Jorois och Heinävesi och landskapet Södra Savolax, i den sydöstra delen av landet, 280 km nordost om huvudstaden Helsingfors. Öns största längd är 9,2 kilometer i öst-västlig riktning.